# روابط ایالات متحده آمریکا و ژاپن

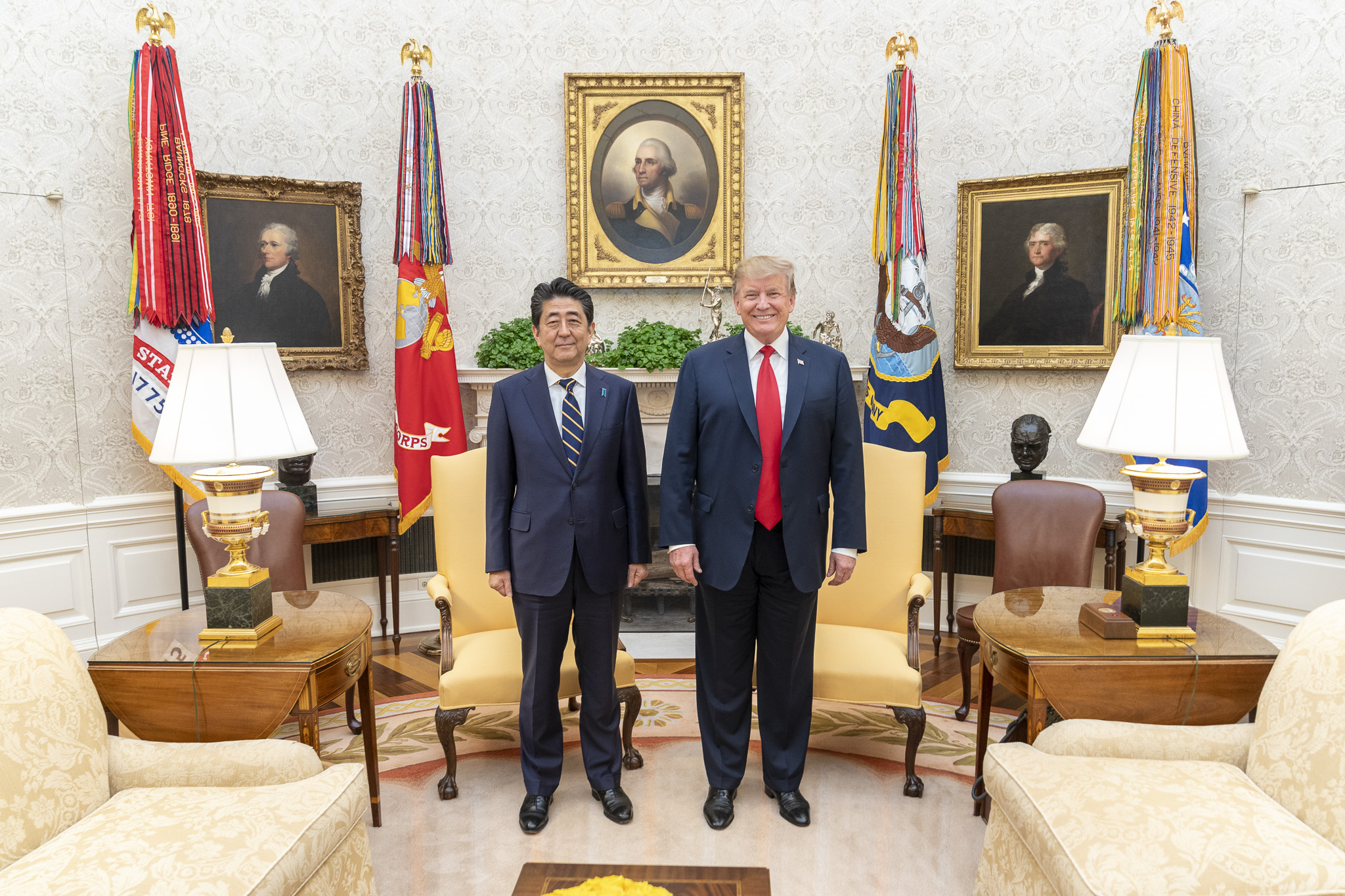
نخست‌وزیر ژاپن، شینزو آبه (سمت چپ) با رئیس‌جمهور ایالات متحده، دونالد ترامپ
(راست) در کاخ سفید، آوریل ۲۰۱۹.

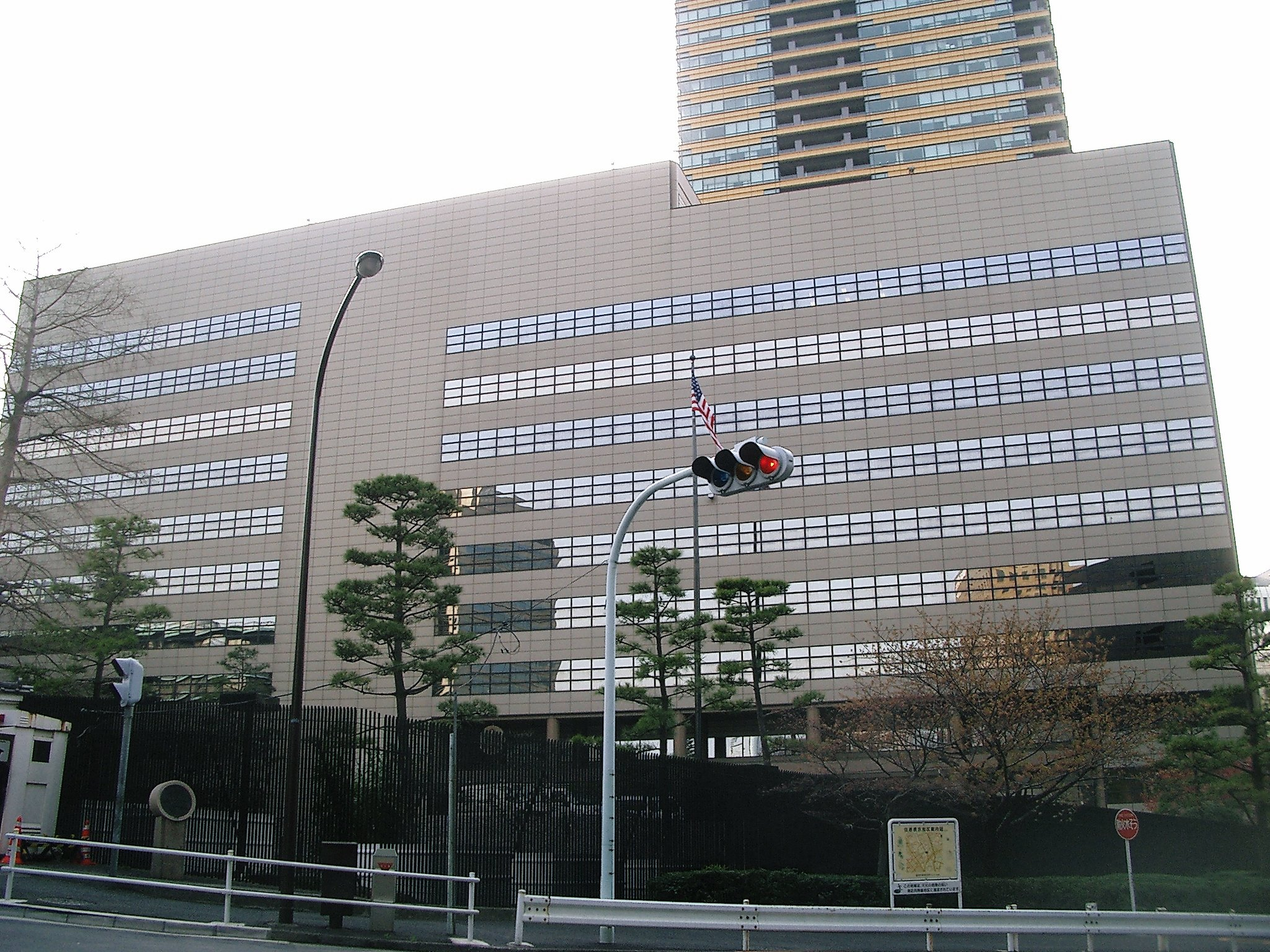
سفارت آمریکا در ژاپن.

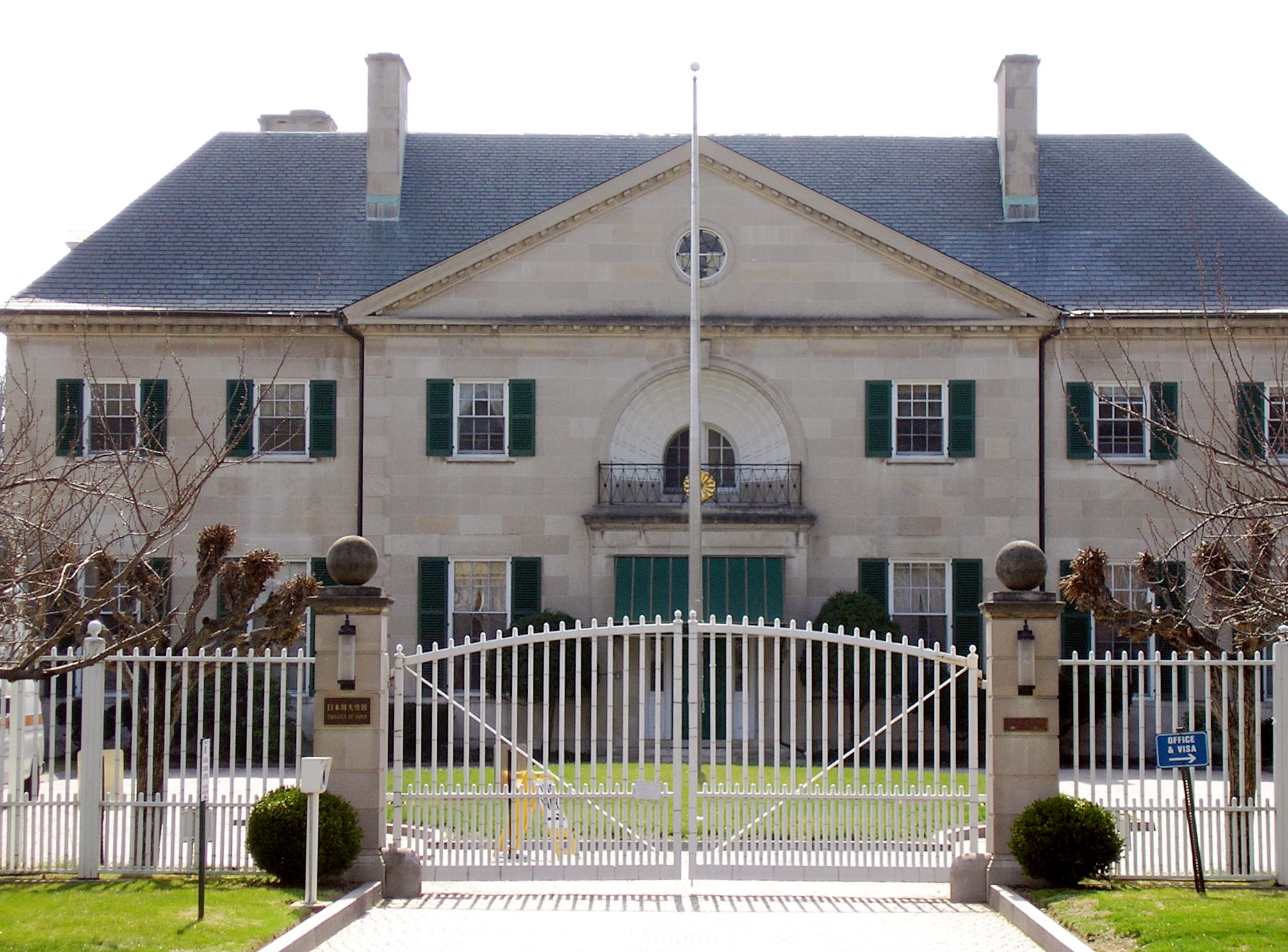
سفارت ژاپن در ایالات متحده.

روابط ایالات متحده آمریکا و ژاپن (انگلیسی: Japan–United States relations) در حال حاضر بسیار نزدیک است. این دو کشور از جنبه‌های مختلف دارای روابط دوستانه هستند. تاکنون ۸۷ درصد مردم ژاپن از کشور آمریکا دیدن کرده‌اند. بمباران اتمی هیروشیما و ناگازاکی از رویدادهای بسیار وخیم روابط دو کشور در جنگ جهانی دوم بود. این دو کشور در این جنگ دشمن یکدیگر بودند. طی قرارداد سان فرانسیسکو هیچ کشوری حق ندارد بدون اجازه آمریکا در ژاپن پایگاه نظامی داشته باشد. روابط اقتصادی این دو کشور با هم در سال ۲۰۱۵ به حجم ۲۶۸ میلیارد دلار رسید.. ارتش ایالات متحده آمریکا وظیفه دفاع از کشور ژاپن را دارد. روابط این دو کشور در بهترین حالت ممکن قرار دارد.

## روابط اقتصادی

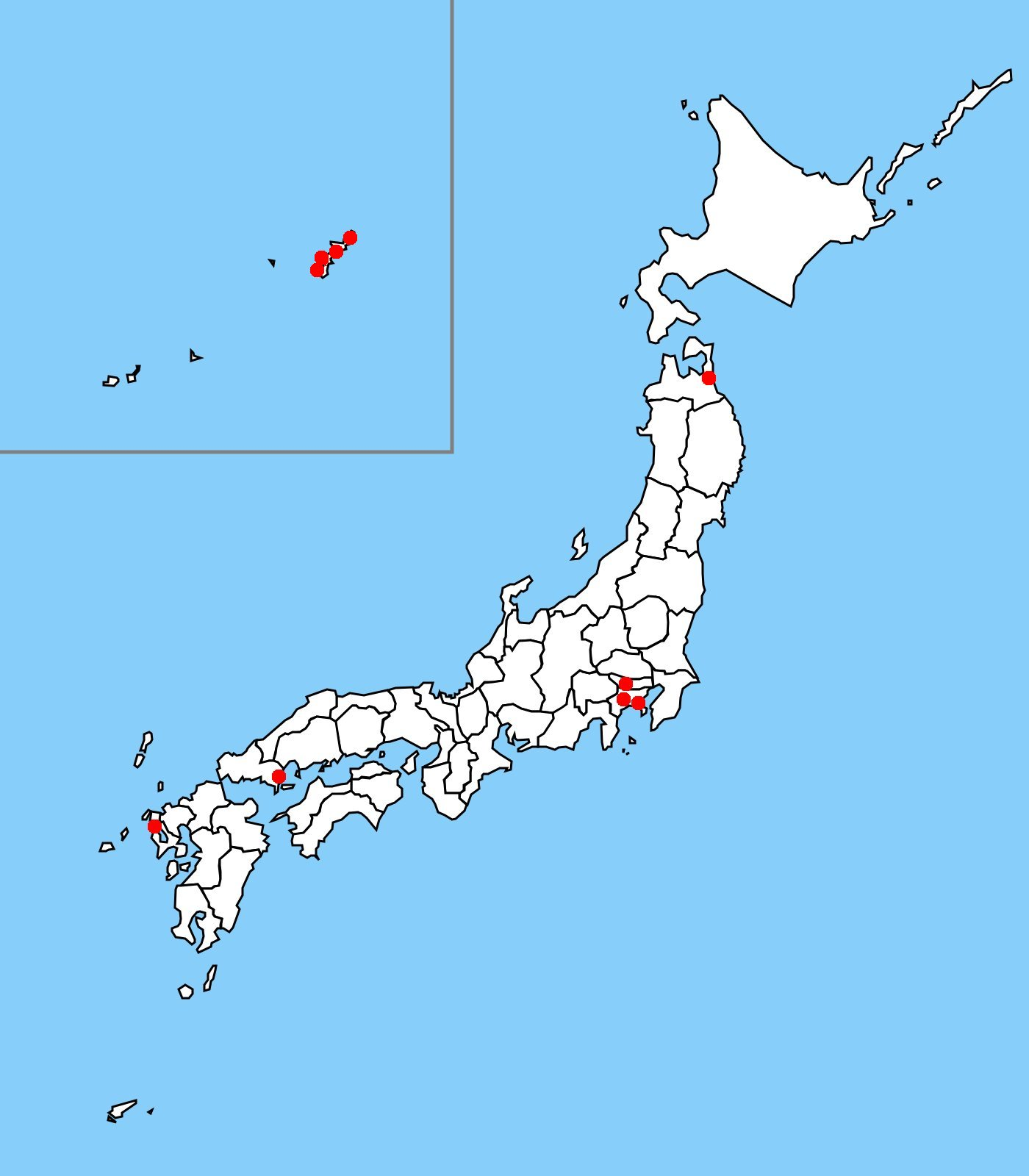
پایگاه های نظامی ایالات متحده در ژاپن، همچنین نگاه کنید به تصویر: پایگاه های نظامی ایالات متحده در اوکیناوا

کشور ژاپن با نگهداری (holding) ۱٫۱۲ تریلیون دلار اوراق قرضه منتشر شده توسط دولت ایالات متحده، اصلی‌ترین دارنده این اوراق در میان کشورهااست هرچند که این رقم طی سال ۲۰۲۲ کاهش ۱۸ درصدی داشته‌است
طبق آخرین اطلاعات منتشر شده (۲۰۲۲) حجم تجارت میان ژاپن و ایالات متحده آمریکا ۲۲۸ میلیارد دلار بوده‌است که از این مقدار ۸۰ میلیارد دلار صادرات آمریکا به ژاپن و بقیه واردات آمریکا از ژاپن بوده‌است